# Solange man liebt
Solange man liebt ist das 12. Studioalbum des deutschen Sängers Nino de Angelo, das im Februar 2002 erschien.

## Entstehung und Veröffentlichung
Die Erstveröffentlichung von Solange man liebt erfolgte am 18. Februar 2002 bei Sony Music Entertainment. Das Album erschien in seiner Originalausführung als CD mit 13 Titeln (Katalognummer: 506015 2). Im gleichen Jahr erschien die sogenannte „Club Edition“ mit dem Bonustitel Ich spür’ Dich nicht mehr (Katalognummer: 506015 9).
Geschrieben wurden alle Lieder von wechselnden Autoren, de Angelo selbst war beim Schreibprozess von zehn der 14 Lieder beteiligt. Für die Produktion aller Lieder zeichnete Dieter Falk verantwortlich. Bei einem bekam dieser Unterstützung durch Hartmut Krech und Mark Nissen.

## Titelliste
| Nr. | Titel                                                             | Autor(en)                                                                   | Produzent(en)                           | Länge |
| --- | ----------------------------------------------------------------- | --------------------------------------------------------------------------- | --------------------------------------- | ----- |
| 1.  | Alles, was ich will, bist du (Coverversion von Lonestar – Amazed) | Nino de Angelo, Aimee Mayo, Chris Lindsey, Marv Green                       | Dieter Falk                             | 4:07  |
| 2.  | Ich war nie ein Engel                                             | Nino de Angelo, Vito Mastrofrancesco, Alberto Mastrofrancesco               | Dieter Falk                             | 3:46  |
| 3.  | Wenn du lachst                                                    | Mark Nissen, Hartmut Krech, Andreas Fahnert, Nino de Angelo                 | Dieter Falk, Mark Nissen, Hartmut Krech | 3:41  |
| 4.  | Donde vas                                                         | Nino de Angelo, Vito Mastrofrancesco, Alberto Mastrofrancesco               | Dieter Falk                             | 3:56  |
| 5.  | Piccola e fragile (Coverversion von Drupi – Piccola e fragile)    | Luigi Albertelli, Enrico Riccardi                                           | Dieter Falk                             | 4:28  |
| 6.  | Ich mach' meine Augen zu (Everytime) (feat. Chris Norman)         | Chris Norman, Nino de Angelo, Vito Mastrofrancesco, Alberto Mastrofrancesco | Dieter Falk                             | 3:46  |
| 7.  | Der goldene Reiter                                                | Nino de Angelo, Vito Mastrofrancesco, Alberto Mastrofrancesco               | Dieter Falk                             | 4:10  |
| 8.  | Solang es uns gibt                                                | Mark Nissen, Hartmut Krech, Michael Hanke                                   | Dieter Falk                             | 3:36  |
| 9.  | Ich denk' an dich                                                 | Nino de Angelo, Alex Seidel, Franco Parisi                                  | Dieter Falk                             | 4:03  |
| 10. | Lass uns weitergeh'n                                              | Dieter Falk, Luci van Org, Anja Krabbe, Nino de Angelo                      | Dieter Falk                             | 3:59  |
| 11. | Sarah                                                             | Nino de Angelo, Vito Mastrofrancesco, Alberto Mastrofrancesco               | Dieter Falk                             | 3:29  |
| 12. | Könige sein                                                       | Oliver Reifenrath, Stefan Weyel                                             | Dieter Falk                             | 3:26  |
| 13. | Ancora tu (Coverversion von Lucio Battisti – Ancora tu)           | Mogol, Lucio Battisti                                                       | Dieter Falk                             | 5:17  |

## Rezensionen
Für Eberhard Dobler, Musikkritiker von laut.de, befand: „[…] Konservative Schlager-Vorstellung auf Groschenroman-Niveau.“

## Chartplatzierungen
| ChartsChartplatzierungen | Höchstplatzierung | Wochen |
| ------------------------ | ----------------- | ------ |
| Deutschland (GfK)        | 39 (3 Wo.)        | 3      |
| Österreich (Ö3)          | 29 (21 Wo.)       | 21     |